# Вирусы архей
Все известные на данный момент ви́русы архе́й имеют геномы, представленные ДНК: одноцепочечной или двухцепочечной, кольцевой или линейной. Недавно, однако, в горячих источниках Йеллоустонского национального парка, которые населены почти исключительно видом архей Sulfolobus solfataricus, с помощью метагеномики обнаружили вирусный РНК-геном, отдалённо напоминающий эукариотические РНК-содержащие вирусы, поэтому, возможно, существуют и РНК-содержащие вирусы архей.
По состоянию на 2019 год вирусы архей представлены 17 семействами. Стоит отметить, что вирусы архей составляют две сильно различающиеся группы. К первой относят вирусы, которые структурно и генетически близки к вирусам бактерий и эукариот, а ко второй — вирусы, уникальные для архей и мало похожие на вирусы других клеточных форм. Практически все специфические для архей вирусы поражают представителей типа Crenarchaeota, а вирусы, близкие к бактериофагам и вирусам эукариот, чаще всего паразитируют на археях типа Euryarchaeota.

## Строение вирионов

Морфология вирионов и распределение размеров геномов вирусов архей. Ящики с усами представляют распределение размеров генома в данной группе вирусов; отложены верхний и нижний квартиль, медиана отображена горизонтальной линией внутри ящика, усы соответствуют минимальным и максимальным значениям. n — количество геномов группы вирусов, использованных для построения диаграммы

Вирусы, специфичные для архей, нередко имеют вирионы необычной формы. Так, представители семейства Ampullaviridae имеют вирионы в виде бутылок из-под шампанского, причём поверх белков капсида они покрыты липидной оболочкой. У членов семейства Spiraviridae вирионы имеют вид спиралей. Столь необычная форма вирионов у вирусов этих двух семейств связана с особым способом упаковки генома при помощи белков капсида.
Некоторые специфичные для архей вирусы имеют веретеновидные капсиды. Среди них у вирусов семейства Fuselloviridae на одном из заострённых концов капсида находится пучок белковых филаментов, а у членов семейства Bicaudaviridae на одном или двух концах капсида находятся одиночные придатки в виде хвостов. Не менее необычна морфология вирионов Guttaviridae: у этих вирусов вирионы тоже похожи на веретено, однако один их конец закруглён и имеет каплевидную форму.
У многих специфичных для архей вирусов имеются нитчатые вирионы, которые могут нести специальные придатки, предназначенные для распознавания клеток архей. Иногда, как у вирусов семейства Tristromaviridae, капсид сформирован не одним, а тремя типами белков.
Некоторые вирусы, специфичные для архей, имеют сферические вирионы, причём иногда поверх капсида находятся липидная мембрана и ещё один слой белков, из-за чего частицы принимают икосаэдрическую форму.
Вирионы Pleolipoviridae по строению похожи на везикулы, которые образуют многие археи: голая геномная ДНК находится внутри мембранного пузырька, который пронизан белками двух типов. Такие пузырьки могут содержать как одноцепочечную, так и двухцепочечную ДНК линейной или кольцевой формы.
Вирусы архей, родственные бактериофагам или вирусам эукариот, имеют более привычный облик и состоят из икосаэдрической головки, снабжённой белковыми придатками («хвостами»). Иногда «хвосты» обладают способностью к сокращению, как у вирусов семейства Myoviridae. Белки, составляющие икосаэдрический капсид, нередко содержат структурный мотив jelly roll fold, который имеется у капсидных белков многих бактериофагов и вирусов эукариот.
Вирионы некоторых вирусов архей удалось не только рассмотреть под электронным микроскопом, но и детально изучить с помощью криоэлектронной микроскопии. Так, было обнаружено, что геномы некоторых вирусов архей в капсидах находятся в А-форме. Это первый известный случай, когда А-форма ДНК присутствует в живых организмах в нормальных условиях. Один из вирусов с геномом в виде А-ДНК, AFV1, имеет очень тонкую липидную оболочку с необычным химическим составом — главным её компонентом является липид глицеролдибифитанилглицеролтетраэфир (GDGT-0), имеющий необычную U-образную конфигурацию. В мембране, состоящей их таких липидов, их гидрофильные головки обращены наружу, а гидрофобные дуги — внутрь. Наряду с фосфолипидным бислоем и монослоем архей такое строение можно считать третьим из известных типов биологических мембран.

## Геномы
Все выделенные на данный момент вирусы архей имеют ДНК-геномы (хотя, как отмечалось выше, в горячих источниках Йеллоустона с помощью метагеномики удалось найти РНК-геном возможного вируса архей). В большинстве случаев геном представлен двухцепочечной молекулой ДНК, и лишь у членов семейств Spiraviridae и Pleolipoviridae геномы состоят из одноцепочечной ДНК. Размеры геномов архейных вирусов варьируют от 5300 пар оснований (п. о.) у вируса APBV1 (это один из мельчайших известных геномов ДНК-содержащих вирусов) до 143 800 п. о. у миовируса HGTV-1. Как правило, вирусы, специфичные для архей, имеют меньшие геномы, чем вирусы архей, родственные бактериофагам и вирусам эукариот.
Механизмы репликации геномов вирусов архей экспериментально изучены лишь для небольшого числа вирусов. Известно, что ДНК представителей порядка Caudovirales (которые, кстати, имеют самые большие геномы среди архейных вирусов) кодирует часть или даже все компоненты аппарата репликации ДНК: ДНК-полимеразы, белки скользящего зажима (PCNA), праймазы и хеликазы. Имеющие более скромные размеры геномов вирусы архей, как правило, кодируют белки, которые необходимы для привлечения аппарата репликации клетки-хозяина. Стоит, однако, отметить, что в геномах многих вирусов, специфичных для архей, не удалось найти белки, связанные с репликацией ДНК, так что они либо полностью зависимы от аппарата репликации клетки-хозяина, либо используют уникальные, пока ещё не изученные механизмы репликации ДНК. Например, удалось показать, что и инициация, и терминация репликации генома липотриксвируса AFV1 связаны с рекомбинационными процессами.
Механизмы упаковки генома в капсид у вирусов архей детально не изучены. Тем не менее известно, что члены порядка Caudovirales имеют гомологи терминазы, которая упаковывает геномную ДНК в пустой капсид. Механизм формирования вирионов с использованием терминазы используют также вирусы бактерий и эукариот. Можно предположить, что упаковка генома в капсид у вирусов архей протекает так же, как и у бактериофагов и вирусов эукариот, но в плане репликации ДНК вирусы архей или целиком зависят от клетки-хозяина, либо используют уникальные, пока ещё не изученные механизмы.

## Взаимодействие с клеткой-хозяином
В силу разнообразия морфологии вирионов вирусы архей используют различные способы проникновения в клетку. Многие взаимодействуют с клеткой при помощи белковых придатков. Вирусы, не имеющие придатков, такие как веретеновидные, по-видимому, могут проникать в клетку за счёт взаимодействия с рецепторами на её поверхности. Механизмы, лежащие в основе специфичности вирусов архей по отношению к хозяевам, изучены слабо. Известно, что геном вируса φCh1 содержит особый участок, который способен вырезаться и вставляться в то же место в обратной ориентации. В состав этого участка входят гены, кодирующие белки придатков, и «переворачивания» этих генов могут приводить к образованию белков придатков с разной специфичностью по отношению к клетке-хозяину.
Выход зрелых вирионов из клетки архей во многих случаях напоминает отпочковывание от эукариотической клетки-хозяина у вируса гриппа, ВИЧ и вируса Эбола. Когда вирион покидает клетку археи, он забирает с собой фрагмент её мембраны, который становится дополнительной оболочкой, лежащей поверх капсида. У некоторых вирусов архей финальные стадии созревания вирионов происходят уже после выхода из клетки, когда капсид претерпевает морфологические перестройки.
У некоторых вирусов архей (представителей семейств Rudiviridae и Turriviridae) все стадии созревания вириона проходят в цитоплазме клетки. Новые вирусные частицы покидают клетку через специальные структуры с семиосевой симметрией на их поверхности, которые получили название вирусассоциированных пирамид (virus-associated pyramids, VAP). VAP образуются на внутренней поверхности мембраны заражённой клетки, проходят сквозь её поверхностный S-слой и открываются на финальных этапах инфекции, давая возможность вирионам выйти из клетки.
Выход некоторых вирусов архей из клетки сопровождается её лизисом. К их числу относятся вирусы семейства Tristromaviridae, которые, хотя и развиваются целиком в цитоплазме, каким-то образом приобретают липидную оболочку. Примечательно, что вирус ψM2 кодирует фермент псевдомуреинэндоизопептидазу, который разрушает псевдомуреиновую клеточную стенку археи.
Интересно, что подавляющее большинство архей-гипертермофилов имеют системы CRISPR-Cas для защиты от вирусов, в то время как, согласно последним оценкам, менее 40 % бактерий обладает такими системами. Причины столь широкого распространения CRISPR-Cas среди гипертермофильных архей доподлинно неизвестны. Возможно, вирусы, населяющие горячие источники, относительно медленно мутируют, поэтому защита с помощью вставки в геном архей новых спейсеров работает дольше, чем в случае «обычных» вирусов. Кроме того, низкое разнообразие последовательностей геномов гипертермофильных вирусов может быть связано и с тем, что популяции архей в горячих источниках изолированны, иными словами, археи приобретают устойчивость к вирусам, населяющим тот же, что и они, горячий источник, но не к вирусам из соседнего источника.

## Эволюция и родственные связи
Вирусы, специфичные для архей, как правило, заражают только представителей типа Crenarchaeota. Они отличаются от всех других вирусов не только нестандартной морфологией вирионов, но и генетически: около 90 % их генов не имеет гомологов в существующих базах данных. В геномах некоторых вирусов архей не удалось найти ни одного белка, для которого существовал бы функционально охарактеризованный белок-гомолог.
Иногда, если гомологию не удаётся установить по нуклеотидным или аминокислотным последовательностям, на помощь приходят пространственные структуры. Действительно, для различных белков вирусов архей получили пространственные структуры, но ситуация от этого не стала яснее: оказалось, что во многих из них содержатся совершенно уникальные структурные мотивы. Более того, функции многих генов вирусов архей совершенно непонятны: так, оказалось, что вирус SSV1 выживает без половины своих генов. Можно предположить, что такие неохарактеризованные гены-сироты кодируют белки, участвующие во взаимодействии вируса с клеткой архей, например, противодействующие системам CRISPR-Cas.
Впрочем, многие вирусы архей родственны некоторым бактериофагам и вирусам эукариот. Однако вирусы, специфичные для архей, стоят особняком среди всех ДНК-содержащих вирусов. Более того, различные группы вирусов, специфичных для архей, неродственны друг другу и эволюционируют независимо друг от друга. Высказывается предположение, что некоторые группы специфичных для архей вирусов появились на заре эволюции клеточной жизни и были впоследствии утрачены бактериями и эукариотами. Другие группы специфичных архейных вирусов могли появиться в момент обособления домена архей или даже позже, в отдельных группах архей.
Научный интерес представляет родство некоторых вирусов архей — и лишённых капсидов мобильных генетических элементов (например, плазмид). Эти вирусы, как и мобильные генетические элементы, имеют родственные гены основных белков репликативного аппарата.